# Без цензуры (фильм, 1942)
«Без цензуры» (англ. Uncensored) — британский фильм 1942 года режиссёра Энтони Асквита, снятый по мотивам одноимённого романа.

## Сюжет
В оккупированной нацистами Бельгии владелец брюссельского ночного клуба Андре Деланж вместе со своей ассистенткой Джули Ланвин, и помощью небольшой группы друзей из подпольного бельгийского Сопротивления, тайно издаёт антинацистскую газету «La Libre Belgique» («Свободная Бельгия»).
Когда немцы узнают о ее существовании, они обещают вознаграждение любому, кто будет готов установить виновных в её публикации. Деловой партнер Андре, недовольный их деловыми отношениями и завидующий отношениям Андре с привлекательной Джули, выдаёт местонахождение офиса газеты. Немцы проводят обыск, безрезультатный, но арестовывают находящихся в здании и объявляют населению, что «Бельгийской свободы» больше нет.
Андре и Джули удаётся избежать ареста, они вдвоём печатают и распространяют ещё один номер газеты, выставив немцев в глупом свете и заставив их предположить, что информация, предоставленная им их информатором, была ложной. Немцы освобождают арестованных, которые, по их мнению, теперь не являются теми, кого они искали. Группа, возглавляемая Андре, снова собирается вместе, и их работа продолжается.

## В ролях
- Эрик Портман — Андре Деланж
- Филлис Калверт — Джули Ланвин
- Гриффит Джонс — отец де Груйтер
- Рэймонд Ловелл — фон Кернер
- Питер Гленвилл — 'Чарльз Нилс
- Айрин Хэндл — фрау фон Кернер
- Феликс Эйлмер — полковник фон Хоэнштайн
- Элиот Мейкхэм — аббат де Муром
- Джон Слейтер — Теофил
- Обри Маллалье — Луи Бэкер
- Фредерик Калли — Виктор Ланвин
- Карл Яффе — Кольмайер
- Уолтер Хадд — ван Химскирк

## Критика
Выдержаный в пропагандистском тоне многих британских фильмов того времени, фильм был принят в основном положительно, но в газете «The Glasgow Herald» он подвергся критике за нереалистичное изображение оккупационных немецких войск как неумелых, некомпетентных и легко перехитриваемых шутов. Ретроспективно в 2004 году кинокритик Дерек Уиннерт писал:

Несмотря на многообещающую предпосылку, этот стандартный пропагандистский фильм военного времени использует удивительное количество британских талантов, но без особого успеха, из-за запутанного, нереалистичного и часто утомительному сценария, показывающему оккупационные немецкие войска как простодушных неумех. Актёры выглядят взволнованными, и картина выглядит торопливой. Но она оптимистична и исполнена благих намерений, с интонацией, которая, должно быть, была полезна в свое время, и в ней много интересных деталей того времени, которые привлекают внимание. Она также представляет интерес как работа выдающегося британского режиссёра.
Оригинальный текст (англ.)Despite a promising premise, this standard propagandist wartime flagwaver uses a surprising amount of stalwart British talent to little avail, thanks to a confused, unrealistic and often tedious screenplay, showing the occupying German forces as simple-minded bunglers. The actors look worried, and the picture looks hurried. But it is upbeat and well meaning, with a tone that must have been useful in its day, and there is a lot of interesting detail of the time that keeps up a level of attention. It is also of interest as a work of a significant British director.
— Derek Winnert, Classic Movie Review, 2022